# Polemón de Laodicea

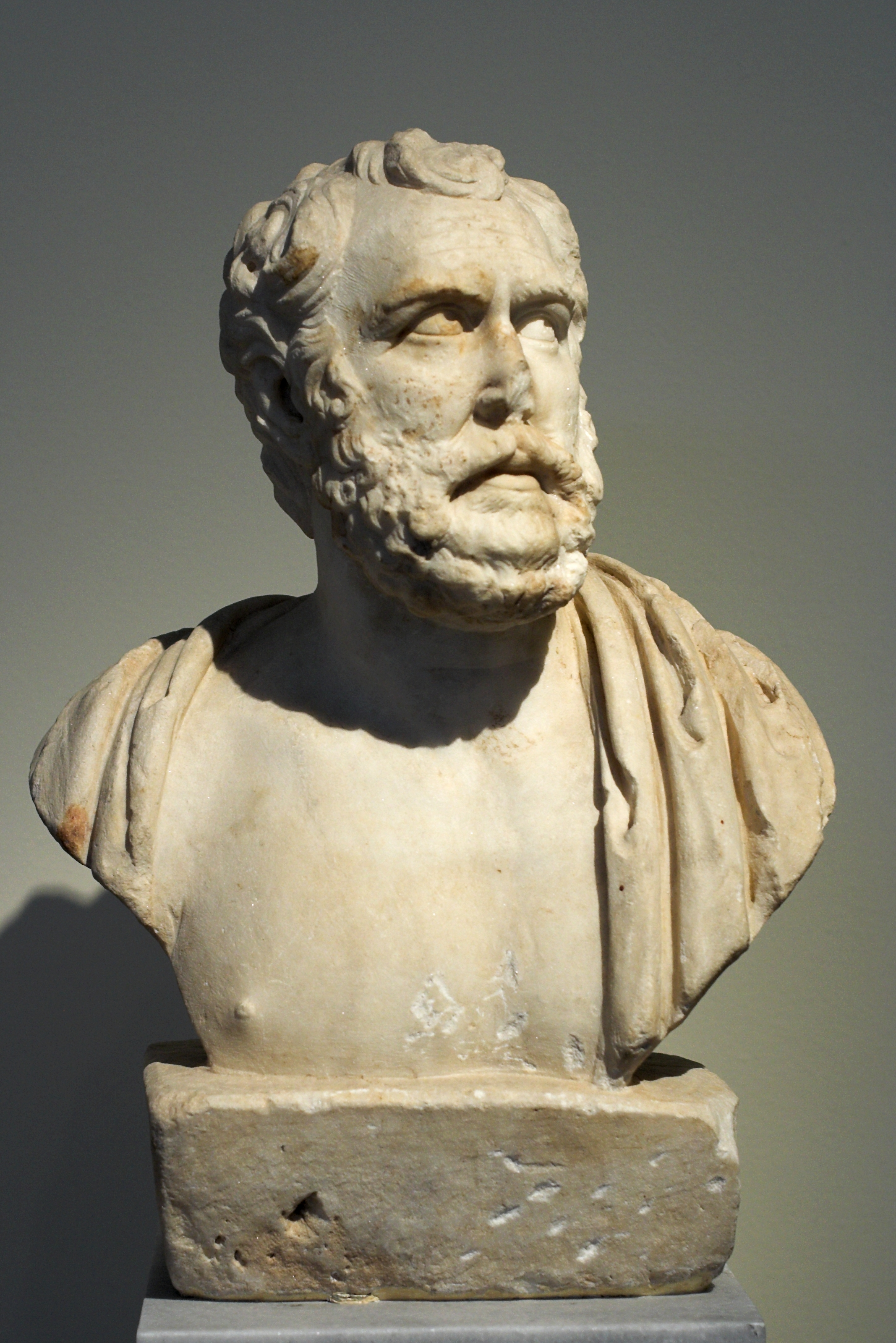
Busto de Polemón, en mármol pentélico, procedente del Templo de Zeus Olímpico, en Atenas. (Museo Arqueológico Nacional de Atenas).

Marco Antonio Polemón, Antonio Polemón, Polemón de Esmirna o Polemón de Laodicea (en griego, Μάρκος Αντώνιος Πολέμων; c. 90-144) fue un sofista griego de Anatolia, procedente de una familia con ciudadanía romana.

## Biografía
Antonio Polemón nació en Laodicea, ciudad fronteriza entre Frigia y Caria (actual Turquía), aunque pasó gran parte de su vida en Esmirna (actual İzmir), donde desde muy joven recibió honores civícos por sus servicios a la ciudad.
Polemón descendía de Zenón, un famoso orador que se ganó un gran prestigio al defender exitosamente Laodicea contra los partos el año 41 a. C. Como consecuencia del apoyo prestado a Roma, Marco Antonio nombró a su hijo, Polemón I, soberano de una parte del antiguo reino del Ponto, y su dinastía conservó el trono hasta que Nerón disolvió el reino para integrarlo en la provincia de Capadocia. De todas formas la familia conservó lazos con otras monarquías vecinas y, así, Polemón era pariente del entonces rey del Bósforo, Cotis II, quien le contrató como maestro por la enorme suma de 10 talentos.
Muchos datos sobre la vida, la trayectoria pública y la personalidad de Polemón se encuentran en una obra escrita en el siglo III por Filóstrato de Atenas, las Vidas de los sofistas.
Polemón fue un maestro de la retórica y miembro prominente de la segunda sofística. Fue favorecido por los emperadores Trajano, Adriano y Antonino Pío, aunque existe una famosa historia de su comportamiento arrogante contra Antonino Pío, entonces gobernador de Asia, al que expulsó de su casa de Esmirna a medianoche cuando, al regresar de un viaje, se encontró con que el gobernador había sido alojado allí por ser la mejor mansión de la ciudad. Adriano no solo no tomó ninguna medida contra él sino que, para protegerlo de alguna posible represalia futura, dejó dispuesto en su testamento que debía a Polemón la guía para muchas de sus decisiones, incluida la sucesión en al trono imperial. Cuando, ya emperador, el sofista hubo de presentarse ante él en Roma, Antonino le concedió alojamiento, no sin antes recordar a sus sirvientes que nadie tuviera la ocurrencia de expulsarlo.
Polemón pronunció el año 132 un discurso durante el sacrificio de consagración del Templo de Zeus Olímpico, construido por Adriano en Atenas.
Adriano le concedió el privilegio, muy apreciado por los intelectuales de la época, de convertirse en miembro del Museo de Alejandría, lo que daba derecho a acceso gratuito a su comedor: «fue incluido entre quienes recibían comidas gratis en el Museo (...) el comedor de Egipto al que son invitados los hombres más distinguidos de todo el mundo» (Filóstrato. V. sof., 1.25.3).
Polemón murió el año 144, de inanición y enfermo de gota, tras encerrarse por propia voluntad en la tumba de sus ancestros en Laodicea. 

## Obra
Polemón fue el líder de una de las principales escuelas de retórica de la cultura helenística en Esmirna. Su estilo de oratoria era más imponente que agradable, aunque su carácter era arrogante y reservado. La única obra completa de Polemón que ha llegado a nuestros días fueron los discursos fúnebres (logoi epitaphioi o 'epitafios') en honor a los generales atenienses Calímaco y Cinegiro, que murieron en la batalla de Maratón en el año 490 a. C. 
También se conserva un tratado sobre fisiognomía, De Physiognomía, que ha sido preservado a través de dos recensiones en árabe. Una de ellas, del siglo XIV, fue traducida posteriormente al latín por G. Hoffmann, en Scriptores Physiognomici Graeci et Latini I de R. Foerster (Leipzig 1893).